# Железная корона (фильм)
«Железная корона» (итал. La corona di ferro) — итальянский приключенческо-фэнтезийный фильм 1941 года, поставленный режиссёром Алессандро Блазетти. Премьера ленты состоялась 7 сентября 1941 года на 9-м Венецианском кинофестивале 1941 года, где она получила «Кубок Муссолини» за лучший итальянский фильм.

## Сюжет
Действие фильма происходит через несколько веков после Рождества Христова. После долгих и кровопролитных сражений Лициний, царь Киндаора, покорил соседний народ, однако не стал притеснять и унижать его, а дал мир на справедливых и щедрых условиях. Его жестокосердный брат Седемондо, мечтающий править Киндаором, не разделяет его великодушия и убивает Лициния, чтобы захватить власть самому. Заняв трон, он с тревогой выслушивает смутное пророчество о своём племяннике Арминио, сыне убитого царя. Чтобы избавиться от мальчика, нужно бросить его ночью в долине, где бродят львы и откуда ещё никто не возвращался живым. Но Арминио выживает: хищники берут его к себе, выхаживают и растят.
Проходят годы. Землетрясение открывает в горах ущелье, через которое Арминио выходит из долины. Однажды он встречает Тундру — дочь царя, некогда побеждённого его отцом. Он ничего не знает о ней; она понятия не имеет о том, кто перед ней. Но как только Арминио узнает, что девушка живёт лишь желанием отомстить за отца и свой народ, он соглашается ей помочь. Царь Седемондо организовал большой турнир и Арминио принимает в нём участие. Победитель получит в награду руку Эльзы, дочери Седемондо. Царь думает, что Арминио мёртв, но старое пророчество по прежнему его беспокоит. Арминио одерживает победу в турнире, но берёт в жены Тундру, а не Эльзу. Он меняет на троне Седемондо и, объединив своим браком два народа, начинает эпоху справедливого и мирного правления. Символ этого правления — железная корона, отлитая из гвоздей с креста Иисуса, которую Арминио носит вместе с Тундрой.

## В ролях
- Луиза Ферида — Каваора, Тундра
- Освальдо Валенти — Эриберто
- Рина Морелли
- Массимо Джиротти — Лицинио / Арминио
- Паоло Стоппа — Трифилли
- Примо Карнера — Класа
- Джино Черви — Седемондо

## Съемочная группа
- Авторы сценария — Коррадо Раволини Ренато Кастеллани, Гульельмо Дзордзи Алессандро Блазетти, Джузеппе Дзукка по сюжету Алессандро Блазетти и Ренато Кастеллани
- Режиссёр-постановщик — Алессандро Блазетти
- Композитор — Алессандро Чиконьини
- Операторы — Вацлав Вех, Марио Кравери
- Монтаж — Марио Сарандреи
- Художник-постановщик — Вирджилио Марчини
- Художник по костюмам — Джино Сенсани

## Ссылка
- «Железная корона» (англ.) на сайте Internet Movie Database   (по состоянию на 5.03.2017)